# Teatre Novedades (Barcelona)
El Teatre Novedades va ser un teatre i cinema situat al carrer de Casp de Barcelona. La sala tenia una capacitat per a 1.600 espectadors, essent el teatre de major aforament de la ciutat, després del Liceu i el Tívoli (aquest amb un aforament de 1.643 persones).
Obert el 1869, va ser un dels teatres més actius de la ciutat fins a l'esclat de la Guerra del 36, i acollí estrenes d'autors i obres importants, així com les actuacions de grans actors i cantants. Dedicat durant anys al cinema, el 1992 va recuperar-se com a teatre, fins que va tancar l'1 de maig de 2006.

## Situació i edifici
El primitiu Novedades va estar situat fins al juliol de 1884 al xamfrà de la Ronda de Sant Pere amb el Passeig de Gràcia. Era un teatre de fusta, amb capacitat per a 1.200 persones, inaugurat el 1869 amb el nom de Salón de Novedades. S'hi feien obres de teatre, sarsuela i òpera. El local es va enderrocar el 1884 i el teatre es traslladà a l'emplaçament actual, a la cantonada del Passeig de Gràcia amb el carrer de Casp, amb entrada per aquest carrer a la banda de muntanya. El terreny, fins llavors, estava ocupat pels jardins de l'anomenat Prado Catalán, i l'havia adquirit Alexandre M. Pons.
L'edifici, projectat per Salvador Vinyals i Sabaté, tenia una sala rectangular, amb una platea en forma de semicercle, tallat per l'escenari. El perímetre de la sala estava limitat per tretze columnes, en les que s'hi recolzaven els pisos primer i segon. Vint-i-una fileres de butaques i vint-i-quatre llotges constituïen la platea. S'hi representaren obres de teatre de tota classe: de text, musicals (sarsueles i òperes), concerts simfònics i de cambra, recitals i varietats...

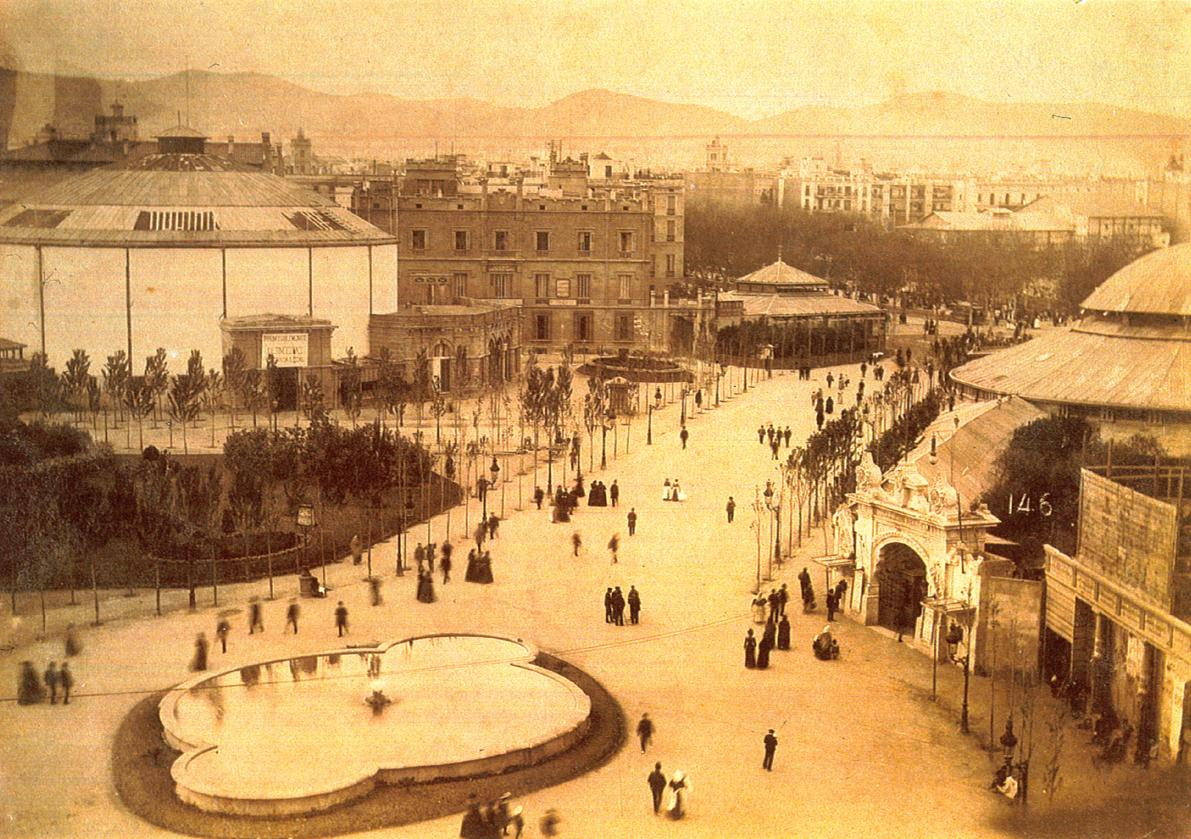
La Plaça de Catalunya cap al 1890; a la dreta, al fons, es veu el segon edifici del Novedades, ja al carrer Casp.

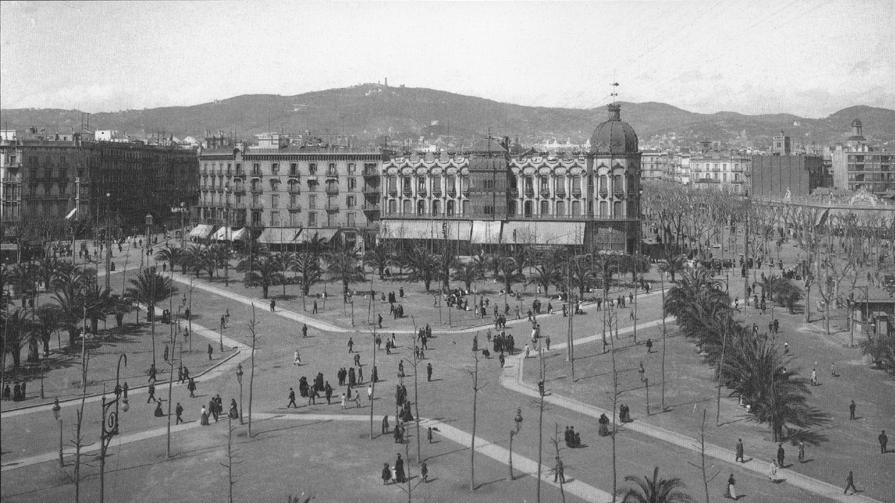
La Plaça Catalunya cap al 1915; a la dreta es pot veure l'edifici del Novedades, que en 1918 seria substituït per les Casa Rocamora.

El cinema va arribar-hi el 1910 amb un programa de Varietats o "varietés", com es deia a l'època. L'any 1938, en plena Guerra Civil, el Novedades va patir un incendi que va destruir el local. Les seves runes van estar a la vista dels barcelonins fins a 1953, data que l'empresa Teatro Novedades S. A. va alçar un nou local que es va inaugurar durant les festes de la Mercè de 1959. L'empresa Grup Balañà es va fer càrrec del teatre però el va dirigir cap a l'exhibició cinematogràfica. Balañà va utilitzar una local annex, el Palacio Novedades com a sala de festes en la que es van presentar molts espectacles d'èxit. Entre 1961 i 1974 s'alçà l'hotel Barcelona, projectat per Francesc Mitjans, en la planta baixa del qual està situat el teatre.
L'actual Novedades va ser projectat per l'arquitecte Miquel Ponseti Vives i sorprengué per la seva modernitat en aquell moment, ja que trencava els esquemes fins aleshores tradicionals en matèria de sales d'espectacles. L'estructura de formigó va fer possible que la platea i l'amfiteatre fossin més amplis del que era normal i, en conseqüència, permetia una visibilitat perfecta des de qualsevol butaca. Té una capacitat de 1.600 espectadors.
El 1992 tornà a fer-s'hi teatre, alternant-lo amb el cinema: llavors s'hi estrenà la versió catalana de Cabaret, dirigida per Jerôme Savary durant l'Olimpiada Cultural i, posteriorment, Full Monty, dirigida per Mario Gas. L'1 de maig de 2006 va tenir lloc l'última funció al teatre: Mamá, quiero ser famoso, espectacle de la companyia La Cubana; poc després, l'empresa va anunciar que el teatre tancava per manca de rendiment. No obstant això, el local continua buit i no se'n va arribar a efectuar la venda a un grup comercial per transformar-lo en una galeria.

## Història

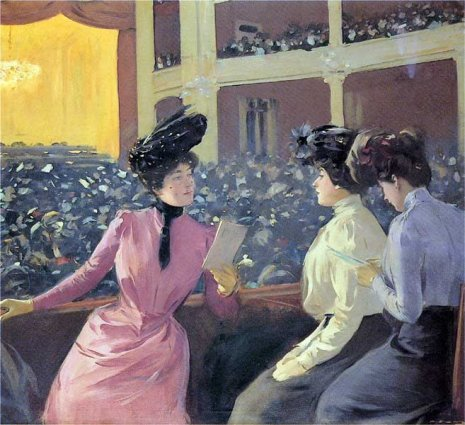
Teatre Novedades de Ramon Casas, 1901-1902, pintura al Cercle del Liceu, Barcelona.

El teatre fou, des de la seva fundació i, especialment, entre 1880 i 1936, un dels més actius de la ciutat, i el lloc on s'estrenaren algunes de les obres teatrals i musicals més rellevants del seu moment: des d'obres de Frederic Soler i Àngel Guimerà a les de Jacinto Benavente i Josep Maria de Sagarra, a més d'introduir obres d'autors com Henrik Ibsen o Maurice Maeterlinck. Des del començament, oferí una programació variada amb abundància de representacions d'obres musicals: des d'òperes i sarsueles a concerts de música simfònica i de cambra. Així mateix, l'espai fou un recinte ocasionalment usat per a esdeveniments socials i polítics fruit de la seva gran capacitat d'espectadors.
El 1872 s'hi estrenà a Catalunya (i per primer cop a tot Espanya) l'òpera de Filippo Marchetti Ruy Blas i el 1875, I promessi spossi d'Amilcare Ponchielli. El 1894 s'hi donà L'arlesienne, d'Alphonse Daudet amb música incidental de Georges Bizet, en traducció catalana. El 1898 s'hi estrenaren, també com a estrenes a tot l'estat, les òperes Mireille de Charles Gounod, Joseph d'Étienne Méhul (1807) i Lakmé de Léo Delibes. A més, s'oferiren representacions de: La Gioconda d'Amilcare Ponchielli, Amleto de Franco Faccio, Faust de Charles Gounod i Lohengrin de Richard Wagner, La juive de Fromental Halévy, Carmen de Georges Bizet i Mignon d'Ambroise Thomas.
El 25 de juliol de 1886, el Centre Català organitzà un acte polític de naturalesa sobiranista presidit per Rossend Arús i amb la participació com a ponents de Ricard Guasch, Josep Roca i Galès, Salvador Alsina, Ferran Alsina, Josep Fiter i Inglès i Josep Narcís Roca i Farreras, si bé aquests dos últims excusaren la seva absència. El públic, majoritàriament format per obrers, sobrepassà de llarg el límit de capacitat i es formaren grans cues a fora: algunes fonts assenyalaren 3000 assistents, d'altres més de 4000.
El 1905 s'hi estrenaren a Espanya Zazà de Ruggero Leoncavallo i Demon d'Anton Rubinstein. Al febrer, hi actuà l'Orquestre Lamoureux de París. També s'hi va estrenar a la ciutat l'oratori Christus am Ölberge, de Beethoven.
El 29 i 30 d'abril i l'1 de maig de 1901, hi actuà l'Orquestra Filharmònica de Berlín, en la seva primera visita a Barcelona, dirigida per Arthur Nikisch. El mateix any, el 6 de febrer, hi va dirigir un concer Felix Weingartner; també va actuar-hi la ballarina Loïe Fuller. Eleonora Duse amb la seva companyia hi oferiren obres de Dumas, D'Annunzio i Ibsen. El 1904 hi actuaren Joaquim Malats l'octubre, i al novembre Pau Casals i Bauer (Casals ja hi havia actuat el 1891, en un concert benèfic). També hi actuà Camille Saint-Saëns, com a pianista.
El 1898 hi cantà Josefina Huguet, el 1907, Victor Maurel i Josep Palet (amb Rigoletto i Otello) i el 1910 Hipòlit Lázaro hi cantà la seva primera òpera (La favorita de Gaetano Donizetti).

### Estrenes absolutes al Teatre Novedades
En negreta es marquen les obres més significatives en el seu gènere.

#### Obres de teatre de text
- 1879 Gal·la Placídia, tragèdia d'Àngel Guimerà; estrena oberta al públic el 8 de maig (se n'havia fet una representació privada abans al Teatre Principal).
- 1886 El fill del rei, drama d'Àngel Guimerà (24 de març).
- 1888. Lo repartidor, comèdia d'Antonio Ferrer y Codina (gener).
- 1890 La boja, drama d'Àngel Guimerà (15 de novembre); La sala d'espera d'Àngel Guimerà (2 de desembre); L'home de l'orgue, monòleg de Santiago Rusiñol (28 de novembre), per Lleó Fontova; Sogra i nora, comèdia de Josep Pin i Soler.
- 1891 El sarau de Llotja, monòleg de Santiago Rusiñol (3 de març); La tia Tecleta, o, Una senyora ressentida i La viudeta, comèdies de Josep Pin i Soler.
- 1892 L'ànima morta, drama d'Àngel Guimerà (14 de maig).
- 1893 En Pólvora, drama d'Àngel Guimerà (20 de maig).
- 1892 La Dolores, drama de Josep Feliu i Codina, estrenat el 10 de novembre per María Guerrero; La Baldirona, comèdia (28 de març), L'ànima morta, tragèdia (14 de maig), d'Àngel Guimerà; La sirena, drama de Josep Pin i Soler.
- 1893 Jesús de Natzareth, drama d'Àngel Guimerà amb música d'Enric Morera.
- 1894 Maria Rosa, drama d'Àngel Guimerà[1] (24 de novembre; el mateix dia es va estrenar en castellà a Madrid).
- 1895 El sometent a Girona de Ferran Agulló.
- 1900 La mare eterna, d'Ignasi Iglésias; En Pau de la Gralla, o la Festa Major de la vila, sainet de Ramon Ramon i Vidales.
- 1901 Al vapor, "joguina en un acte i en prosa" de "Pere de Maldar", pseudònim de Josep Carner (11 de febrer); Arran de terra, drama d'Àngel Guimerà estrenat en la versió italiana amb el títol Scivollando sulla terra (la catalana s'estrenarà el 1908 al Saló Arnau); Sacrificio, drama de Jacinto Benavente (20 de juliol); Els encarrilats de TOR (Joan Torrendell).
- 1903 Èdip rei de Sòfocles, dirigida per Adrià Gual en el marc del Teatre Íntim, amb música de Jaume Pahissa i Jo.
- 1904 La estirpe de Júpiter, "alta comedia" de Manuel Linares Rivas (11 de juliol).
- 1905 El susto de la condesa, comèdia de Jacinto Benavente, amb María Guerrero (18 de juliol); La miralta, drama d'Àngel Guimerà estrenat en versió castellana; La musa loca, comèdia de Serafín i Joaquín Álvarez Quintero.
- 1908 Ocells de pas, drama en tres actes de Santiago Rusiñol en col·laboració amb Gregorio Martínez Sierra (6 de novembre); Un cop de vent, "pas de comèdia" de Josep Morató i Grau; La dama enamorada drama de Joan Puig i Ferreter.
- 1911 Voces de gesta, tragèdia de Ramón María del Valle-Inclán (18 de juny).
- 1915 Otelo: tragedia de una noche de verano, drama de Gregorio Martínez Sierra sobre el text de William Shakespeare, estrenat l'octubre amb música incidental de Manuel de Falla (avui perduda); El reino de Dios, "elegía en tres actos" de Gregorio Martínez Sierra (31 de desembre).
- 1917 Jesús que torna, drama d'Àngel Guimerà, l'1 de març; La adúltera penitente, drama d'Agustín Moreto adaptat per Gregorio Martínez Sierra, amb música de Joaquín Turina, el 30 de juny; Els nàufrags, drama en tres actes de Santiago Rusiñol (13 d'octubre); A ca l'antiquari (15 de març) i "Gente bien" (18 d'octubre), sainets en un acte de Santiago Rusiñol; Indíbil i Mandoni, d'Àngel Guimerà, 17 de desembre; Mireia d'Ambrosi Carrión.
- 1918 "Souper-Tango", obra satírica en un acte de Santiago Rusiñol (6 de febrer).
- 1919 La minyona suïcida, monòleg de Santiago Rusiñol, el 4 de gener.
- 1920 La flor en el libro, "paso de comedia" de Serafín i Joaquín Álvarez Quintero
- 1921 Joan Dalla (11 de gener) i Alta banca (9 de desembre) d'Àngel Guimerà.
- 1925 El pan de cada día de Marcelino Domingo.
- 1926 Marçal Prior., poema en cinc actes de Josep Maria de Sagarra (29 d'octubre); Per dret diví, drama d'Àngel Guimerà acabat per Lluís Via (2 d'octubre); La llar apagada, drama d'Ignasi Iglésias (17 de desembre).
- 1927 Els milions de l'oncle (8 de març) i Bola de neu (12 de novembre), comèdies de Carles Soldevila (8 de març); Un estudiant de Vic, comèdia en 3 actes i en vers de Josep Maria de Sagarra (1 d'octubre); Puput, o, El joc de l'amor i l'interès comèdia de Josep Pous i Pagès (27 d'abril); Leonor, o, El problema domèstic, sainet de Carles Soldevila.
- 1928 La llotja, comèdia de Josep Maria Millàs-Raurell (17 de febrer); La Llúcia i la Ramoneta, farsa en 3 actes i en vers, de Josep Maria de Sagarra (28 d'abril); Les llàgrimes d'Angelina, comèdia en 3 actes i en vers de Josep Maria de Sagarra (30 d'octubre).
- 1929 Judit, misteri en 3 actes de Josep Maria de Sagarra (16 d'abril); La filla del Carmesí de Josep Maria de Sagarra (5 d'octubre).
- 1930 El cas del senyor Palau, La perla negra i La corona d'espines (17 d'octubre) de Josep Maria de Sagarra; L'home que s'havia de morir i Qui l'ha vist i qui el veu de Josep Maria Planas i Martí; Miss Barceloneta, comèdia en tres actes de Santiago Rusiñol (3 de febrer); L'abisme de Carme Montoriol i Puig; La creació d'Adam, comèdia de Carles Soldevila (22 de desembre).
- 1931 La priora del Roser, poema dramàtic en 3 actes i en vers de Josep Maria de Sagarra; Les tres Gràcies, estampa grotesca de Josep Maria de Sagarra (10 d'octubre).
- 1935 Roser florit, comèdia de Josep Maria de Sagarra (30 d'octubre).
- 1936 Avarícia de Carme Montoriol i Puig (26 de febrer).
- 1960 El niño de su mamá, comèdia d'Alfonso Paso.
- 2001 The Full Monty
- 2005 Mamá, quiero ser famoso, espectacle de la companyia La Cubana.
- 2006 La Cubana 25 anys, espectacle de la companyia La Cubana.

#### Obres musicals (òperes, sarsueles, música, etc.)
- 1870 La Rambla de las Flors, quadre de costums amb música de Josep Teodor Vilar, text de Frederic Soler "Pitarra" i Josep Serra (1 de juny); La festa del barri, quadre de costums de Frederic Soler "Pitarra"; Una prometença, sarsuela amb música de Josep Teodor Vilar i text de Narcís Campmany i Pahissa (24 de maig); La gran sastressa de Midalvent, paròdia d'Eduard Vidal i Valenciano i Isidro Llaurador amb música de Jacques Offenbach.
- 1871 La lluna en un cove, sarsuela amb música de Josep Teodor Vilar i text de Narcís Campmany i Pahissa (18 de maig); A posta de sol, música de Nicolau Manent i text de Frederic Soler "Pitarra".
- 1876 Dorm, sarsuela de Joan Rius; El vano de la Roseta, sarsuela de Dionís Trullàs.
- 1877 La por, sarsuela amb música de Nicolau Manent i Puig, llibret de Narcís Campmany i Pahissa (7 d'abril).
- 1880 Petaca i broquet, sarsuela de Nicolau Manent i Puig i Narcís Campmany i Pahissa (4 de març).
- 1893 Jesús de Natzareth, drama d'Àngel Guimerà amb música d'Enric Morera; La Lola, sarsuela amb música de Ricardo Giménez.
- 1895 Les monges de Sant Aimant, drama d'Àngel Guimerà amb música d'Enric Morera (24 d'abril).
- 1897 Artús, òpera d'Amadeu Vives amb llibret de Sebastià Trullol, el 19 de maig; Nuestra Señora de París, òpera dramàtica en tres actes i deu quadres de Manuel Giró i Ribé, llibret de Calixto Navarro.
- 1900 Euda d'Uriac, òpera d'Amadeu Vives amb llibret d'Àngel Guimerà, el 17 d'octubre;
- 1903 Èdip rei de Sòfocles, dirigida per Adrià Gual en el marc del Teatre Íntim, amb música de Jaume Pahissa i Jo.
- 1906 Camino de flores, sarsuela de Ramon Guitar; Estudi simfònic, Ària i A les costes mediterrànies, obertura per a orquestra, De sota terra als aires i El combat, poemes simfònics, totes obra de Jaume Pahissa i Jo.
- 1913 El diablillo de los sueños, sarsuela de Rafael Calleja.
- 1915 Otelo: tragedia de una noche de verano, drama de Gregorio Martínez Sierra sobre el text de William Shakespeare, estrenat l'octubre amb música incidental de Manuel de Falla (avui perduda).
- 1916 Las cortes del amor, sarsuela de Tomás Bretón.
- 1917 La adúltera penitente, drama d'Agustín Moreto adaptat per Gregorio Martínez Sierra, amb música de Joaquín Turina, el 30 de juny
- 1924 La sombra del Pilar, sarsuela de Jacinto Guerrero, llibret de Federico Romero i Guillermo Fernández-Shaw (3 d'octubre); La veneciana, sarsuela de Ferran Obradors (13 de novembre).
- 1932 Don Gil de Alcalá, òpera de Manuel Penella, el 27 d'octubre.
- 1934 La bien ganada, sarsuela de Jesús Romo.
- 1937 Romanza húngara, sarsuela de Joan Dotras amb llibret de Víctor Mora (19 de febrer).